# Seychellen op de Olympische Zomerspelen 2008
De Seychellen namen deel aan de Olympische Zomerspelen 2008 in Peking, China.
De Seychellen debuteerde op de Zomerspelen in 1980 en deed in 2008 voor de zevende keer mee. Net als bij de zes voorgaande deelnames werd er geen medaille gewonnen.

## Deelnemers en resultaten

### Atletiek
| Olympiër              | Discipline      | Resultaat | Prestatie                             |
| --------------------- | --------------- | --------- | ------------------------------------- |
| Danny D'Souza         | 100m (m)        | 62e       | serie 5: 7de in 11,00de               |
|                       |                 |           |                                       |
| Lindy Leveau-Agricole | speerwerpen (v) | 29e       | kwalificatie groep B: 14de met 56,32m |

### Badminton
| Olympiër                        | Discipline     | Resultaat | Prestatie                                                    |
| ------------------------------- | -------------- | --------- | ------------------------------------------------------------ |
| Juliette Ah-Wan Georgie Cupidon | dubbelspel (g) | 62e       | 1ste ronde: V van POL Kostiuczyk/Mateusiak: 0-2 (8-21, 9-21) |

### Gewichtheffen
| Olympiër       | Discipline | Resultaat | Prestatie                                                    |
| -------------- | ---------- | --------- | ------------------------------------------------------------ |
| Terrence Dixie | -85kg (m)  | 16e       | trekken: 19de met 115kg stoten: 16de met 140kg totaal: 255kg |

### Kanovaren
| Olympiër     | Discipline    | Resultaat | Prestatie                 |
| ------------ | ------------- | --------- | ------------------------- |
| Tony Lespoir | K-1 500m (m)  | 27e       | serie 2: 7de in 1.53,248  |
| Tony Lespoir | K-1 1000m (m) | 23e       | serie 3: 8ste in 4.05,890 |

### Zeilen
| Olympiër    | Discipline | Resultaat | Prestatie                                |
| ----------- | ---------- | --------- | ---------------------------------------- |
| Allan Julie | laser (m)  | 32e       | 302 punten: (33-37-13-33-27-16-21-30-30) |

### Zwemmen
| Olympiër              | Discipline          | Resultaat | Prestatie               |
| --------------------- | ------------------- | --------- | ----------------------- |
| Dwayne Benjamin Didon | 50m vrije slag (m)  | 84e       | serie 3: 4de in 28,95   |
|                       |                     |           |                         |
| Dwayne Benjamin Didon | 400m vrije slag (v) | 41e       | serie 1: 2de in 4.35,86 |

Afghanistan · Albanië · Algerije · Amerikaanse Maagdeneilanden · Amerikaans-Samoa · Andorra · Angola · Antigua en Barbuda · Argentinië · Armenië · Aruba · Australië · Azerbeidzjan · Bahama's · Bahrein · Bangladesh · Barbados · België · Belize · Benin · Bermuda · Bhutan · Bolivia · Bosnië en Herzegovina · Botswana · Brazilië · Britse Maagdeneilanden · Bulgarije · Burkina Faso · Burundi · Cambodja · Canada · Centraal-Afrikaanse Republiek · Chili · China · Chinees Taipei · Colombia · Comoren · Congo-Brazzaville · Congo-Kinshasa · Cookeilanden · Costa Rica · Cuba · Cyprus · Denemarken · Djibouti · Dominica · Dominicaanse Republiek · Duitsland · Ecuador · Egypte · El Salvador · Equatoriaal-Guinea · Eritrea · Estland · Ethiopië · Fiji · Filipijnen · Finland · Frankrijk · Gabon · Gambia · Georgië · Ghana · Grenada · Griekenland · Groot-Brittannië · Guam · Guatemala · Guinee · Guinee‑Bissau · Guyana · Haïti · Honduras · Hongarije · Hongkong · Ierland · IJsland · India · Indonesië · Irak · Iran · Israël · Italië · Ivoorkust · Jamaica · Japan · Jemen · Jordanië · Kaaimaneilanden · Kaapverdië · Kameroen · Kazachstan · Kenia · Kirgizië · Kiribati · Koeweit · Kroatië · Laos · Lesotho · Letland · Libanon · Liberia · Libië · Liechtenstein · Litouwen · Luxemburg · Macedonië · Madagaskar · Malawi · Malediven · Maleisië · Mali · Malta · Marshalleilanden · Marokko · Mauritanië · Mauritius · Mexico · Micronesië · Moldavië · Monaco · Mongolië · Montenegro · Mozambique · Myanmar · Namibië · Nauru · Nederland · Nederlandse Antillen · Nepal · Nicaragua · Nieuw-Zeeland · Niger · Nigeria · Noord-Korea · Noorwegen · Oeganda · Oekraïne · Oezbekistan · Oman · Oostenrijk · Oost‑Timor · Pakistan · Palau · Palestina · Panama · Papoea-Nieuw-Guinea · Paraguay · Peru · Polen · Portugal · Puerto Rico · Qatar · Roemenië · Rusland · Rwanda · Saint Kitts en Nevis · Saint Lucia · Saint Vincent en Grenadines · Salomonseilanden · Samoa · San Marino · Sao Tomé en Principe · Saoedi-Arabië · Senegal · Servië · Seychellen · Sierra Leone · Singapore · Slovenië · Slowakije · Soedan · Somalië · Spanje · Sri Lanka · Suriname · Swaziland · Syrië · Tadzjikistan · Tanzania · Thailand · Togo · Tonga · Trinidad en Tobago · Tsjaad · Tsjechië · Tunesië · Turkije · Turkmenistan · Tuvalu · Uruguay · Vanuatu · Venezuela · Verenigde Arabische Emiraten · Verenigde Staten · Vietnam · Wit-Rusland · Zambia · Zimbabwe · Zuid-Afrika · Zuid-Korea · Zweden · Zwitserland
Uitgesloten van deelname: Brunei